# 四日市市立楠中学校
四日市市立楠中学校（よっかいちしりつ くすちゅうがっこう）は、三重県四日市市楠町北五味塚にある公立中学校。2015年5月1日現在、生徒数は12学級343人。

## 概要
鈴鹿川河口の町・楠町に位置する。校地面積は21,008m2、建物敷地面積は3,039.31m2である。校舎は鉄筋3階建てで延床面積は6,018.55m2である。建設費は2億7520万3000円。校舎は四日市市楠地区の津波避難ビルに指定されている。
校歌は1955年（昭和30年）12月21日の校歌発表会で披露された。佐佐木信綱の作詞、信時潔の作曲で、3番まである。各番とも「ああ○○かな 楠中わが学び舎」（○○は各番で異なる）で終わる。

## 歴史
年表については公式サイトの学校概要・沿革を参照。

### 楠中学の創立と校地整備
学制改革を受け、当時の楠町議会は1947年（昭和22年）4月15日に楠中学校の設立を議決、同日付で楠小学校から教員2人を楠中学校に転任させた。更に4月30日、教員5人を周辺小学校から転任させて開校準備を行い、5月13日に楠町立楠中学校の開校式を挙行した。開校当初は楠小学校講堂に衝立を設けて5教室を作り、講堂の西の校舎から3教室を借用して授業を実施した。講堂の校舎は衝立で仕切られただけで上部が開いていたため、隣の教室からの授業の声がそのまま聞こえ、教員は大きな声で授業しなければ生徒に聞こえないという有様だった。教科書も教具も不十分だったが、生徒は白線帽を被り中学生になったことを喜んだという。
中学校としての体裁が整ってきたところで、連合国軍最高司令官総司令部（GHQ）より独立校舎とするよう通知が届き、1948年（昭和23年）1月21日に楠町議会は楠小学校の北側に校舎を建設することを議決した。ただちに校舎建設を開始し、総面積1,103坪（≒3,646m2）、建設費221万円、10教室を持つ新校舎が建設され、6月1日に移転した。この間、2月28日にPTA結成大会を開催、5月には三重県の学校再配置計画により、河原田村立河原田中学校（後に四日市市立南中学校へ統合）と統合されそうになるが、生徒の保護者らの尽力で回避されている。1949年（昭和24年）2月1日には実習田を買収、3月3日には2教室を増築した。1950年（昭和25年）10月18日に校章を制定する。
新校舎は急造したものであったため、1950年（昭和25年）に本格的な新校舎を楠小学校の南の現校地に建設し、12月16日に落成式を挙行した。この校舎は延建築面積1,016.71坪（≒3,361m2）、総建築費1,879万円で、町制施行10周年を記念した建設事業であった。この頃の楠町の財政は豊かであったことから高品質の校舎の建設ができ、1951年（昭和26年）には文部省から優良施設校表彰を受けた。また同年11月21日には近畿地方を巡幸する昭和天皇の三重郡奉迎場に選ばれ、約1万人が楠中学校で天皇を出迎えた（昭和天皇の戦後巡幸）。。12月28日に「楠中教育の歩み」を発表した。

### 施設・制度の整備
1954年（昭和29年）5月20日、校旗樹立式を挙行、同年10月14日には柔道場開きが行われた。1955年（昭和30年）2月6日、東海三県図書館コンクール中学校の部で5位に入賞、4月20日にはウェストミンスター・チャイム時報機を設置した。その年の12月21日、校歌発表会が行われた。続いて1956年（昭和31年）7月26日にプールが完成、1957年（昭和32年）9月に入浴室と施設整備が進み、1957年（昭和32年）5月15日には体育後援会ができるなどソフト整備もなされた。こうした中、1959年（昭和34年）9月26日に伊勢湾台風が襲来し被災する。
その後も施設整備は続き、1962年（昭和37年）8月25日に通学橋、1966年（昭和41年）4月25日に放送設備、1969年（昭和44年）2月5日に運動場の拡張工事がそれぞれ完成している。ソフト面では給食の開始が挙げられ、1966年（昭和41年）4月25日にミルクだけの給食が提供され始め、1970年（昭和45年）5月12日には学校給食センター完成に伴って完全給食が始まった。
1971年（昭和46年）6月24日、楠町議会は楠中学校の全面改築を議決、同年8月31日には入札を行い2億2千万円で錢高組が落札した。9月6日から工事が始まり、1972年（昭和47年）3月31日、普通教室15教室が完成、続いて8月31日に管理棟と特別室、9月22日に運動場の柵が完成し、10月18日に竣工式を挙行した。その後、1989年（平成元年）と1990年（平成2年）の夏休み中に大規模改造工事を、2001年（平成13年）8月に耐震工事を実施している。平成初期には教員による生徒に対する暴力が絶えなかった。
2005年（平成17年）2月7日、楠町が四日市市に編入合併されたことで、四日市市立楠中学校に改称した。旧四日市市の中学校では学校給食が行われておらず、合併後も楠中学校のみ給食を続けていたが、2012年（平成24年）度から弁当持参か事前予約制の民間企業によるデリバリー給食のどちらかを選ぶ方式に移行し、行政サービスが切り下げられた。ただし、2016年（平成28年）3月24日に四日市市中学校給食検討会は四日市市に対して、「食缶方式の給食を導入することが望ましい」という提言を行っており、今後完全給食が復活する可能性がある。

## 教育の特色
楠小学校と楠中学校は学区が同じで学校同士も隣接している。そのため生徒は気心が知れた関係であり、学校内の評価や役割が固定されてしまっている。これを解消し、「全ての生徒が感動する学校」づくりを推進するため、生徒自身のもっとも頑張った点を適切に褒めやる気を引き出す教育が心がけられている。教員向けには「プラスワン研修」という若手研修会を実施し、教員同士が学び合う環境を醸成している。また年1回、外部講師を招いて「志授業」という人の役に立つことの大切さを伝える授業に取り組んでいる。
幼稚園・保育所・小学校・中学校が連携して学力の向上とキャリア教育の取り組みを行っており、これを実践してきた。

## 学区
四日市市立楠小学校と完全に一致する。
- 楠町小倉[20]
- 楠町北一色[20]
- 楠町北五味塚[20]
- 楠町本郷[20]
- 楠町南川[20]
- 楠町南五味塚[20]
- 楠町吉崎[20]

## 出身者
- 田中俊行 - 政治家、四日市市長